# Denotație și conotație
În semantică, denotația și conotația sunt două noțiuni contrare referitoare la sensul unui element de limbă, în special o unitate lexicală, vorbindu-se despre sens denotativ și sens conotativ.

## Denotația
Denotația este partea abstractă, conceptuală sau cognitivă, fundamentală, stabilă, nesubiectivă și analizabilă în afara vorbirii, a sensului unei unități lexicale, fiind obiectul unui consens al comunității lingvistice. Ea este deci independentă de context și de situația de comunicare. Sensul denotativ se referă la un denotat, adică la ceva din realitate sau din închipuirea oamenilor. Fiecare unitate lexicală are sens denotativ, fie că desemnează o ființă reală (girafă) sau imaginară (zână), un obiect (verigă), ceva abstract (dreptate) ori un raport gramatical (și, dar, că).
Există cazuri în care două sau mai multe unități lexicale au aceeași denotație. Este vorba de sinonimie denotativă, atunci când unitățile lexicale în cauză se pot înlocui una pe alta în același enunț fără să se schimbe condițiile de adevăr ale acestuia. Exemplu: hu  Ez az eb harapott meg = Ez a kutya harapott meg „Câinele ăsta m-a mușcat”.

## Conotația
Conotația este partea subiectivă, variabilă în funcție de context, de situația de comunicare, a sensului unei unități lexicale. Sensul conotativ este un sens suplimentar, având caracter asociativ.

### Manifestări ale conotației
Unele cuvinte cu denotație diferită pot fi asociate astfel, încât denotația unuia devine conotația celuilalt, de exemplu fr  rouge „roșu” are conotația danger „pericol”. Această conotație este aceeași pentru oricare vorbitor al francezei. Rouge mai poate avea și o conotație politică, „comunism, extrema stângă”, la care diferite grupuri de vorbitori se raportează diferit din punct de vedere afectiv, emoțional, prin acceptare sau respingere. O astfel de conotație are și cuvântul de  Führer „conducător”, care îl conotează pe Adolf Hitler, sau cuvântul en  dog „câine” care poate avea conotații precum „prieten”, „ajutor” etc..
Două sau mai multe cuvinte cu aceeași denotație pot diferi prin conotații. Este vorba de așa-numite sinonime parțiale, la care deosebirile sunt date de variații de natură dialectală, sociolingvistică sau pragmatică.
Bunăoară, cuvintele dialectale conotează originea geografică a vorbitorului sau a scriitorului. O asemenea conotație poate fi considerată așa-numita valoare stilistică permanentă dată de asemenea cuvinte în operele unor scriitori, cum este de pildă Ion Creangă.
De natură sociolingvistică sunt, de exemplu, conotațiile date de registrul de limbă cărora le aparțin cuvintele. Cuvinte ca fr  cheval „cal”, destrier „bidiviu” și canasson „mârțoagă” denumesc o aceeași specie de animal, dar primul aparține registrului curent și este neutru, al doilea este folosit în registrul elevat și evocă frumusețe, noblețe, iar al treilea este familiar și implică urâțenia, slăbiciunea, caracterul neîngrijit. De asemenea, folosirea cuvintelor din afara registrului curent poate conota mediul social din care provin utilizatorii lor.
Mediul profesional al vorbitorului poate fi conotat de folosirea unor termeni de specialitate în locul sinonimelor lor curente, ex. rhinite „rinită” (termen medical) în loc de rhume „guturai”.
De natură pragmatică sunt, de exemplu, conotația peiorativă, cum este cea a cuvântului mârțoagă, sau conotația eufemistică, de pildă sigla fr  SDF (sans domicile fixe „fără domiciliu fix”) pentru sans-abri „fără adăpost”.
Poate fi conotată și atitudinea voluntară sau inconștientă a vorbitorului față de destinatar, de exemplu cea de a arăta că face parte dintr-un anumit grup uman.
Nu numai cuvintele pot avea conotații, ci și alte elemente de limbă, de exemplu particularitățile fonetice și gramaticale ale altor varietăți de limbă decât limba standard.
Denotația și conotația/conotațiile unei unități lexicale sunt prezente și acționează concomintent asupra ascultătorului sau cititorului. Denotația este nucleul sensului, iar conotațiile o „aură”, un „halou” în jurul denotației. O conotație apare într-un anumit punct al unui discurs sau text, și se extinde asupra întregului acestuia.